# Gambassi Terme
Gambassi Terme – miejscowość i gmina we Włoszech, w regionie Toskania, w prowincji Florencja.
Według danych na rok 2004 gminę zamieszkiwało 4697 osób, 57,3 os./km².